# Kaiserpokal 2019
Der Kaiserpokal 2019 war die 99. Austragung des höchsten japanischen Fußballpokalwettbewerbs.
Der Pokal startete mit der ersten Runde am 25. Mai 2019 und endete mit dem Finale am 1. Januar 2020.

## Termine
| Runde         | Datum                      |
| ------------- | -------------------------- |
| 1. Runde      | 25./26. Mai 2019           |
| 2. Runde      | 3. und 10. Juli 2019       |
| 3. Runde      | 14. August 2019            |
| Achtelfinale  | 25. und 28. September 2019 |
| Viertelfinale | 23. Oktober 2019           |
| Halbfinale    | 21. Dezember 2019          |
| Finale        | 1. Januar 2020             |

## 1. Runde
| Datum        |                                  | Ergebnis              |                                                    |
| ------------ | -------------------------------- | --------------------- | -------------------------------------------------- |
| 25. Mai 2019 | Honda Lock SC                    | 5:1                   | Meiji-Universität                                  |
| 25. Mai 2019 | Tochigi City FC                  | 0:2                   | Vanraure Hachinohe                                 |
| 25. Mai 2019 | Matsue City FC                   | 2:2 n. V. (2:4 i. E.) | Kamatamare Sanuki                                  |
| 25. Mai 2019 | Fukui United FC                  | 2:4                   | Honda FC                                           |
| 25. Mai 2019 | Iwaki FC                         | 2:3                   | Sendai University                                  |
| 25. Mai 2019 | Arterivo Wakayama                | 3:0                   | Saga LIXIL FC                                      |
| 25. Mai 2019 | Thespakusatsu Gunma              | 1:0 n. V.             | Tokyo International University                     |
| 25. Mai 2019 | Toin University of Yokohama      | 8:0                   | Universität Yamagata                               |
| 25. Mai 2019 | Mio Biwako Shiga                 | 0:2                   | FC Osaka                                           |
| 26. Mai 2019 | Blaublitz Akita                  | 0:3                   | Meiji-Universität                                  |
| 26. Mai 2019 | AC Nagano Parceiro               | 1:0                   | Niigata University of Health and Welfare           |
| 26. Mai 2019 | Briobecca Urayasu                | 0:1                   | Hōsei-Universität                                  |
| 26. Mai 2019 | Veertien Mie                     | 3:2 n. V.             | Kwansei-Gakuin-Universität                         |
| 26. Mai 2019 | MD Nagasaki                      | 0:1                   | Kōchi United SC                                    |
| 26. Mai 2019 | Pädagogische Hochschule Hokkaidō | 0:2                   | Ryūtsū Keizai University FC                        |
| 26. Mai 2019 | Nara Club                        | 1:2                   | Ritsumeikan-Universität                            |
| 26. Mai 2019 | Universität Matsuyama            | 0:2                   | Okinawa SV                                         |
| 26. Mai 2019 | SRC Hiroshima                    | 1:2                   | National Institute of Fitness and Sports in Kanoya |
| 26. Mai 2019 | Gainare Tottori                  | 2:2 n. V. (4:3 i. E.) | International Pacific University                   |
| 26. Mai 2019 | Giravanz Kitakyūshū              | 6:0                   | Tokuyama University                                |
| 26. Mai 2019 | Gifu Kyoritsu University         | 2:4                   | Hokuriku University                                |
| 26. Mai 2019 | Roasso Kumamoto                  | 2:0                   | Verspah Ōita                                       |
| 26. Mai 2019 | Iwate Grulla Morioka             | 1:0                   | Yamanashi Gakuin University                        |
| 26. Mai 2019 | Kataller Toyama                  | 2:0                   | FC Kariya                                          |

## 2. Runde
| Datum         |                            | Ergebnis              |                                                    |
| ------------- | -------------------------- | --------------------- | -------------------------------------------------- |
| 3. Juli 2019  | Kawasaki Frontale          | 1:0                   | Meiji-Universität                                  |
| 3. Juli 2019  | JEF United Ichihara Chiba  | 0:3                   | Fagiano Okayama                                    |
| 3. Juli 2019  | Júbilo Iwata               | 5:2                   | Honda Lock SC                                      |
| 3. Juli 2019  | Matsumoto Yamaga FC        | 2:3 n. V.             | Vanraure Hachinohe                                 |
| 3. Juli 2019  | Shimizu S-Pulse            | 1:0                   | AC Nagano Parceiro                                 |
| 3. Juli 2019  | Avispa Fukuoka             | 2:1 n. V.             | Kagoshima United FC                                |
| 3. Juli 2019  | Gamba Osaka                | 7:1                   | Kamatamare Sanuki                                  |
| 3. Juli 2019  | Hokkaido Consadole Sapporo | 2:4                   | Honda FC                                           |
| 3. Juli 2019  | Tokushima Vortis           | 0:0 n. V. (5:3 i. E.) | Ehime FC                                           |
| 3. Juli 2019  | Shonan Bellmare            | 0:4                   | Veertien Mie                                       |
| 3. Juli 2019  | V-Varen Nagasaki           | 2:1 n. V.             | Kōchi United SC                                    |
| 3. Juli 2019  | Urawa Red Diamonds         | 2:1                   | Ryūtsū Keizai University FC                        |
| 3. Juli 2019  | Mito Hollyhock             | 1:0                   | Kyōto Sanga                                        |
| 3. Juli 2019  | Yokohama F. Marinos        | 2:1                   | Ritsumeikan-Universität                            |
| 3. Juli 2019  | Sanfrecce Hiroshima        | 4:0                   | Okinawa SV                                         |
| 3. Juli 2019  | Zweigen Kanazawa           | 1:0                   | Albirex Niigata                                    |
| 3. Juli 2019  | Nagoya Grampus             | 0:3                   | National Institute of Fitness and Sports in Kanoya |
| 3. Juli 2019  | Ōita Trinita               | 4:1                   | Gainare Tottori                                    |
| 3. Juli 2019  | Renofa Yamaguchi FC        | 2:1                   | FC Ryūkyū                                          |
| 3. Juli 2019  | Vissel Kōbe                | 4:0                   | Giravanz Kitakyūshū                                |
| 3. Juli 2019  | Ōmiya Ardija               | 2:1 n. V.             | Thespakusatsu Gunma                                |
| 3. Juli 2019  | Kashima Antlers            | 3:1                   | Hokuriku University                                |
| 3. Juli 2019  | Montedio Yamagata          | 1:1:2                 | Tochigi SC                                         |
| 3. Juli 2019  | Sagan Tosu                 | 1:1 n. V. (4:3 i. E.) | Roasso Kumamoto                                    |
| 3. Juli 2019  | Kashiwa Reysol             | 4:0                   | Iwate Grulla Morioka                               |
| 3. Juli 2019  | FC Tokyo                   | 1:0                   | Toin University of Yokohama                        |
| 3. Juli 2019  | Ventforet Kofu             | 2:2 n. V. (4:2 i. E.) | FC Gifu                                            |
| 3. Juli 2019  | Vegalta Sendai             | 4:1                   | FC Osaka                                           |
| 3. Juli 2019  | FC Machida Zelvia          | 0:1                   | Kataller Toyama                                    |
| 10. Juli 2019 | Tokyo Verdy                | 0:2                   | Hōsei-Universität                                  |
| 10. Juli 2019 | Yokohama FC                | 2:1                   | Sendai University                                  |
| 10. Juli 2019 | Cerezo Osaka               | 3:1 n. V.             | Arterivo Wakayama                                  |

## 3. Runde
| Datum           |                                                    | Ergebnis              |                     |
| --------------- | -------------------------------------------------- | --------------------- | ------------------- |
| 14. August 2019 | Kawasaki Frontale                                  | 2:1 n. V.             | Fagiano Okayama     |
| 14. August 2019 | Júbilo Iwata                                       | 6:0                   | Vanraure Hachinohe  |
| 14. August 2019 | Shimizu S-Pulse                                    | 1:0                   | Avispa Fukuoka      |
| 14. August 2019 | Gamba Osaka                                        | 0:2                   | Hōsei-Universität   |
| 14. August 2019 | Honda FC                                           | 0:0                   | Tokushima Vortis    |
| 14. August 2019 | Veertien Mie                                       | 2:2 n. V. (4:5 i. E.) | V-Varen Nagasaki    |
| 14. August 2019 | Urawa Red Diamonds                                 | 2:1                   | Mito Hollyhock      |
| 14. August 2019 | Yokohama F. Marinos                                | 2:1                   | Yokohama FC         |
| 14. August 2019 | Sanfrecce Hiroshima                                | 2:1                   | Zweigen Kanazawa    |
| 14. August 2019 | National Institute of Fitness and Sports in Kanoya | 1:2 n. V.             | Ōita Trinita        |
| 14. August 2019 | Cerezo Osaka                                       | 3:0                   | Renofa Yamaguchi FC |
| 14. August 2019 | Vissel Kōbe                                        | 4:0                   | Ōmiya Ardija        |
| 14. August 2019 | Kashima Antlers                                    | 4:0                   | Tochigi SC          |
| 14. August 2019 | Sagan Tosu                                         | 1:0 n. V.             | Kashiwa Reysol      |
| 14. August 2019 | FC Tokyo                                           | 0:1                   | Ventforet Kofu      |
| 14. August 2019 | Vegalta Sendai                                     | 1:0                   | Kataller Toyama     |

## Achtelfinale
| Datum              |                     | Ergebnis               |                     |
| ------------------ | ------------------- | ---------------------- | ------------------- |
| 18. September 2019 | Vissel Kōbe         | 3:2                    | Kawasaki Frontale   |
| 18. September 2019 | Sanfrecce Hiroshima | 1:1 n. V. (9:10 i. E.) | Ōita Trinita        |
| 18. September 2019 | Sagan Tosu          | 4:2                    | Cerezo Osaka        |
| 18. September 2019 | Júbilo Iwata        | 1:1 n. V. (3:4 i. E.)  | Shimizu S-Pulse     |
| 18. September 2019 | V-Varen Nagasaki    | 2:1                    | Vegalta Sendai      |
| 18. September 2019 | Ventforet Kofu      | 2:1 n. V.              | Hōsei-Universität   |
| 25. September 2019 | Kashima Antlers     | 4:1                    | Yokohama F. Marinos |
| 25. September 2019 | Urawa Red Diamonds  | 0:2                    | Honda FC            |

## Viertelfinale
| Datum            |                  | Ergebnis |                 |
| ---------------- | ---------------- | -------- | --------------- |
| 23. Oktober 2019 | Vissel Kōbe      | 1:0      | Ōita Trinita    |
| 23. Oktober 2019 | Sagan Tosu       | 0:1      | Shimizu S-Pulse |
| 23. Oktober 2019 | Kashima Antlers  | 1:0      | Honda FC        |
| 23. Oktober 2019 | V-Varen Nagasaki | 2:0      | Ventforet Kofu  |

## Halbfinale
| Datum             |                 | Ergebnis |                  |
| ----------------- | --------------- | -------- | ---------------- |
| 21. Dezember 2019 | Vissel Kōbe     | 3:1      | Shimizu S-Pulse  |
| 21. Dezember 2019 | Kashima Antlers | 3:2      | V-Varen Nagasaki |

## Finale
| Datum          |             | Ergebnis |                 |
| -------------- | ----------- | -------- | --------------- |
| 1. Januar 2020 | Vissel Kōbe | 2:0      | Kashima Antlers |

### Spielstatistik
| Paarung         | Vissel Kōbe – Kashima Antlers |
| Ergebnis        | 2:0 (2:0) |
| Datum           | 1. Januar 2020 um 12:35 Uhr UTC+9 |
| Stadion         | Nationalstadion, Tokio |
| Zuschauer       | 57.597 |
| Schiedsrichter  | Ryuji Sato |
| Tore            | 1:0 Tomoya Inukai (18., ET) 2:0 Noriaki Fujimoto (38.) |
| Vissel Kōbe     | Hiroki Iikura – Thomas Vermaelen, Daigo Nishi, Gōtoku Sakai, Dankler, Leo Ōsaki – Andrés Iniesta (88. Takuya Yasui), Hotaru Yamaguchi, Lukas Podolski (90.+2' David Villa) – Kyōgo Furuhashi, Noriaki Fujimoto (78. Jun’ya Tanaka) Cheftrainer: Thorsten Fink ( Deutschland) |
| Kashima Antlers | Kwoun Sun-tae – Tomoya Inukai, Bueno, Kōki Machida, Léo Silva – Ryōta Nagaki, Ryōhei Shirasaki (46. Shōma Doi), Kento Misao, Serginho, Shintarō Nago (53. Shūto Yamamoto) – Shō Itō (72. Atsutaka Nakamura) Cheftrainer: Gō Ōiwa                                             |
| Gelbe Karten    | Dankler (57.) – Léo Silva (77.) |

### Auswechselspieler
| Auswechselspieler | Auswechselspieler |
| --- | --- |
| Vissel Kōbe | Kashima Antlers |
| - Jun’ya Tanaka (78.) ▲ - Takuya Yasui (88.) ▲ - David Villa (90.+2') ▲ - Daiya Maekawa - Hirofumi Watanabe - Keijirō Ogawa - Yūta Gōke | - Shōma Doi (46.) ▲ - Shūto Yamamoto (53.) ▲ - Atsutaka Nakamura (72.) ▲ - Atsuto Uchida - Hitoshi Sogahata - Ikuma Sekigawa - Kōtarō Arima |